# Bairnsdale
Bairnsdale è una città dell'Australia situata nel Victoria. Si trova a circa 280 km a est di Melbourne ed è il centro amministrativo della LGA della contea di East Gippsland.